# Górna Sabaudia
Górna Sabaudia (fr. Haute-Savoie, wymowaⓘ) – francuski departament położony w regionie Owernia-Rodan-Alpy. Utworzony został 14 czerwca 1860. Departament oznaczony jest liczbą 74. Ośrodkiem administracyjnym (prefekturą) i największym miastem departamentu jest Annecy. W 2010 liczba mieszkańców wynosiła 738 088 (168 os./km²); powierzchnia departamentu to 4388 km². 
W 2023 roku w skład departamentu wchodziło 279 gmin (lista).

## Miejscowości
Największe miejscowości departamentu (w nawiasach liczba ludności w 2021 roku):

- Annecy (131 715)
- Annemasse (37 918)
- Thonon-les-Bains (37 027)
- Cluses (17 164)
- Sallanches (17 133)
- Rumilly (15 998)
- Saint-Julien-en-Genevois (15 840)
- Bonneville (12 895)
- La Roche-sur-Foron (11 263)
- Passy (11 068)
- Gaillard (10 175)
- Vétraz-Monthoux (9874)
- Fillière (9547)
- Évian-les-Bains (9214)
- Ville-la-Grand (9169)
- Scionzier (9059)
- Poisy (8773)
- Chamonix-Mont-Blanc (8642)
- Epagny Metz-Tessy (8454)
- Reignier-Ésery (8170)
- Publier (7646)
- Saint-Pierre-en-Faucigny (7591)
- Faverges-Seythenex (7581)
- Cranves-Sales (7182)
- Douvaine (6738)
- Thônes (6600)
- Marignier (6401)
- Thyez (6379)
- Sciez (6351)
- Saint-Jorioz (6287)
- Ambilly (6166)